# Parafia św. Katarzyny Aleksandryjskiej w Karchowicach
Parafia św. Katarzyny w Karchowicach należy do diecezji gliwickiej (dekanat Pyskowice).
Na obszarze parafii leżą miejscowości: Boniowice, Jaśkowice, Zawada, Karchowice.

## Kościoły
- Kościół św. Katarzyny Aleksandryjskiej w Karchowicach (kościół parafialny)
- Kościół św. Marka w Zawadzie (kościół filialny)

## Linki zewnętrzne

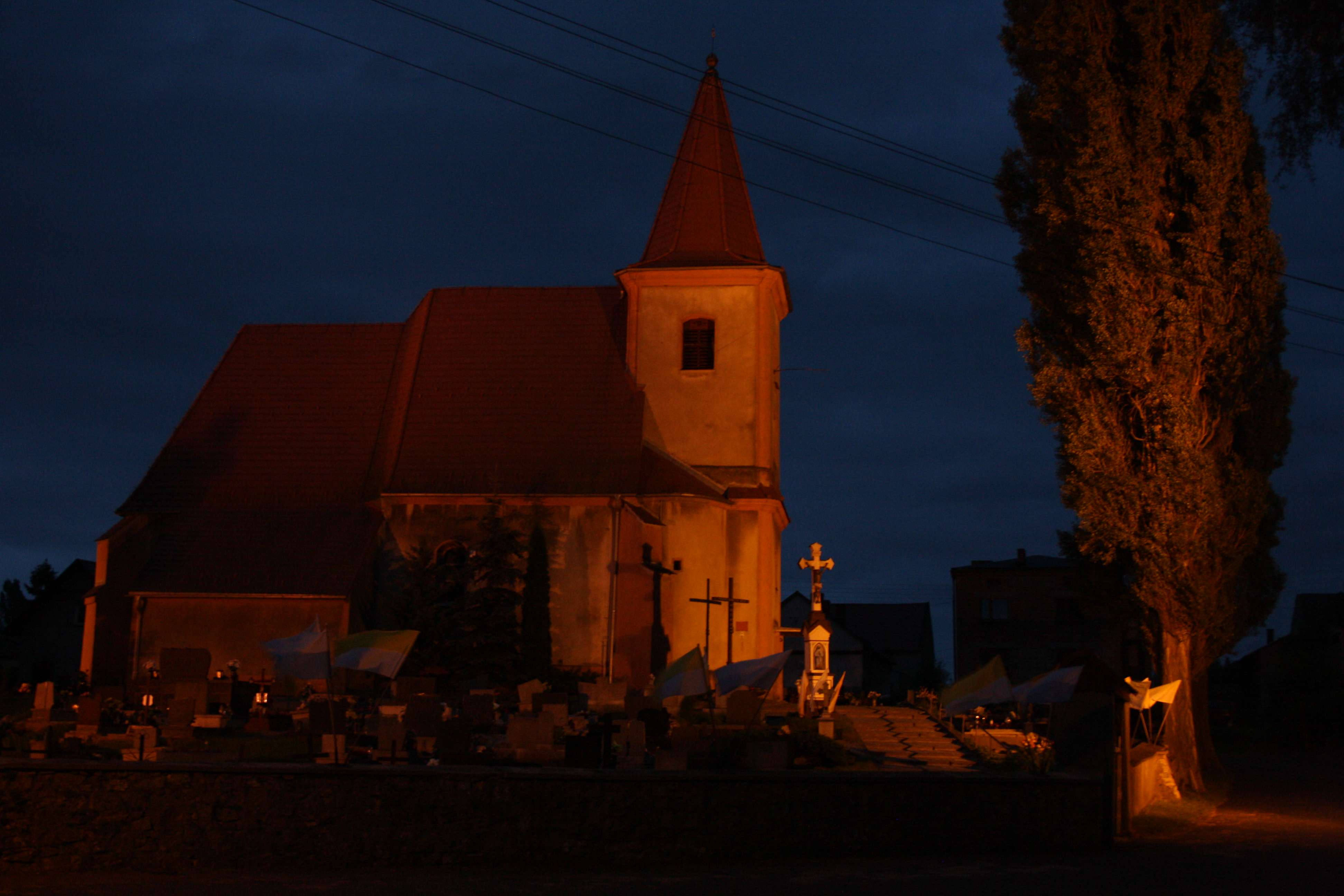
Kościół nocą